# Barbara Gibbs
Barbara Gibbs (Los Ángeles, 23 de septiembre de 1912-13 de agosto de 1993) fue una poeta y traductora estadounidense. 
Estudió en las universidades de Stanford y la UCLA (Universidad de California en Los Ángeles). Se casó con el poeta J. V. Cunningham en 1937, del que se divorció en 1945. Su segundo marido fue  el poeta y ensayista Francis Golffing.
En 1955 recibió una Beca Guggenheim.
Su obra apareció en publicaciones como Poetry, The New Yorker, The Nation, o en The Hudson Review.

## Obras
- The well: poems, A. Swallow, 1941
- The green chapel, Noonday Press, 1958
- Poems written in Berlin, Claude Fredericks, 1959
- The meeting place of the colors: poems, Cummington Press, 1972
- Francis Golffing, Barbara Gibbs, Possibility: an essay in utopian vision, P. Lang, 1991, ISBN 978-0-8204-1431-7
- «Some Feminist Literary Criticism and a Theory», The Journal of Pre-Raphaelite Studies, noviembre de 1985.

### Traducciones
- Marthiel Mathews; Jackson Mathews, eds. (1989). The flowers of evil. New Directions Publishing. ISBN 978-0-8112-1117-8.
- Paul Valéry, Le Cimetière marin.
- Angel Flores, ed. (2000). The Anchor anthology of French poetry: from Nerval to Valéry, in English translation. Anchor Books. ISBN 978-0-385-49888-3.